# Svartgöl (Fliseryds socken, Småland)
Svartgöl är en sjö i Mönsterås kommun i Småland och ingår i Emåns huvudavrinningsområde. Sjön är 3,3 meter djup, har en yta på 0,034 kvadratkilometer och befinner sig 30 meter över havet. Vid provfiske har abborre, gädda och mört fångats i sjön.